# Kleingebiet Gyula
Das Kleingebiet Gyula (ungarisch Gyulai kistérség) war eine ungarische Verwaltungseinheit (LAU 1)
im Westen des Komitats Békés in der Südlichen Großen Tiefebene. Zum Jahresanfang 2013 wurde es komplett in den gleichnamigen Kreis (ungarisch Gyulai járás) umgewandelt.
Das Kleingebiet hatte 41.579 Einwohner (Ende 2012) auf einer Fläche von 413,22 km² und umfasste vier Gemeinden: zwei Städte, eine Gemeinde und die Großgemeinde (ungarisch nagyköszég) Kétegyháza.
Die Verwaltung des Kleingebietes befand sich in der Stadt Gyula.

## Städte
- Elek (4.851 Ew.)
- Gyula (31.199 Ew.)

## Gemeinden
- Kétegyháza
- Lőkösháza

Koordinaten: 46° 35′ N, 21° 13′ O